# 格扎维埃·贝泰尔
札維耶·貝特爾，或译泽维尔·贝特尔、泽维尔·贝特（盧森堡語發音：[ˈksɑvieː ˈbətəl]；1973年3月3日—），卢森堡政治人物和律师，現任盧森堡副首相兼外交部長。曾任卢森堡市市长、商会代表和社区理事会成员，2013年12月至2023年11月担任卢森堡首相，来自民主党。

## 个人生活
贝泰尔出生于卢森堡市，父亲是一名葡萄酒批发商，母亲是法国人，有俄国血统。高中毕业後，贝泰尔进入法国南锡的南锡第二大学学习政治学和公共法律。他曾参加过伊拉斯谟计划。2000年左右他在私营的T.TV电视台主持过《Sonndes em 8》谈话秀节目。
贝泰尔是公开的男同性恋者，经常与伴侣高提耶·戴斯特內（Gauthier Destenay）共同出现在公共场合。他是继前冰岛总理约翰娜和比利时首相迪賀波之後的第三位公開LGBT身份的政府领导人。
2015年5月15日，贝泰尔尔与同性伴侣高提耶·戴斯特內在卢森堡市政厅举行婚礼，贝泰尔因此成为欧盟首位缔结同性婚姻的在任领导人。

## 政治生涯
在2011年10月9日的市政选举中，38岁的贝泰尔获胜成为卢森堡市市长，2011年11月24日宣誓就任。
2013年，贝泰尔当选为民主党领导人，并在2013年的选举中，带领民主党在议会中取得第三大党的位置。10月25日，贝泰尔被亨利大公指定为下届政府首相。12月4日正式就任。2017年6月11日至14日，应中国国务院总理李克强邀请，卢森堡大公国首相格扎维埃·贝泰尔对中国进行正式访问。
2018年10月大選中帶領民主党及其執政盟友勝出，之後續任首相。

## 荣誉

### 外国勋章奖章
- 恩里克王子大十字勋章（葡萄牙语：Ordem do Infante D. Henrique）（葡萄牙，2017年5月23日公布[11]）
- 二等智者雅罗斯拉夫王公勋章（英语：Order of Prince Yaroslav the Wise）（乌克兰，2024年8月23日公布[12]）